# Diplazium chiriquense
Diplazium chiriquense là một loài thực vật có mạch trong họ Woodsiaceae. Loài này được C.D. Adams miêu tả khoa học đầu tiên năm 1992.